# アンブロワーズ＝オーギュスト・リエボー
アンブロワーズ＝オーギュスト・リエボー(フランス語: Ambroise-Auguste Liébeault、1823年9月16日 - 1904年2月18日）は、フランスの医師。催眠研究におけるナンシー学派の創始者。催眠を、病的なものではなく暗示を受けやすくなる心理学的現象であることを証明した。

## 事績
リエボーは1823年にロレーヌ地方のムルト＝エ＝モゼル県で生まれ、ストラスブール大学で医学を学び、のちにナンシー市郊外に移り住んで内科医を営んだ。極めて謙虚な人物で、貧民には無料で催眠療法（メスメリズム）を施した。その活動の中で、リエボーはメスメリズムの動物磁気説を完全に否定し、暗示によるものであるとの確信に至った。リエボーは「睡眠とその関連領域についてー心が体に及ぼす影響"Le sommeil et les états analogues, considérés surtout du point de vue de l'action du moral sur le physique"」と題する、催眠に対する先駆的な書物を出版したが、売れたのは1冊のみであった。
1882年、リエボーはナンシー大学の有名な精神学教授であるヒポライト・ベルネームの知るところとなり、共同研究を始める。1886年に、ベルネームは「暗示療法」と題する著書を出版し、リエボーの業績を世に広めたため、ナンシーには国内外から研究者があつまり、やがてナンシー学派という一大勢力となる。
ナンシー学派の考えは、催眠を動物磁気や、ヒステリーなどによる病的現象と完全に決別し、現在でいう催眠トランスと暗示の概念を確立したことにある。そして、ジャン＝マルタン・シャルコーを中心としたサルペトリエール学派（パリ学派）と強く対立した。シャルコーらは、催眠はヒステリー患者にのみ現れ、その発現は痙攣やカタレプシーを伴う「大催眠」であると主張し、ナンシー学派を「小催眠」と軽蔑した。しかし、数多くの実験結果と、1889年に開かれた国際会議でナンシー学派の正当性が認められ、20世紀初頭における最も成熟した催眠療法モデルと見なされるようになった。
リエボーの研究は、イギリスの医師ジェイムズ・ブレイドの影響を強く受けている。またジークムント・フロイトやエミール・クーエは、リエボーの元を訪れ彼から催眠を学んでいる。ただし、二人とも、この後催眠を使うのをやめ、フロイトは自由連想法を、クーエは自己暗示を心理療法に用いるようになる。
リエボーはナンシーで、1904年に80歳で亡くなった。